# Флоран де Монморанси
Флоран (Флорис) де Монморанси (фр. Florent de Montmorency, нидерл. Floris van Montmorency), барон Монтиньи (1527 — Симанкас, 14 октября 1570 года) — нидерландский государственный деятель и дипломат, губернатор Турне, кавалер ордена Золотого руна.

## Биография
Сын барона Жозефа де Монморанси, сеньора де Нивеля и де Юбермона, и Анны Эгмонт, младший брат Филиппа де Монморанси.
Вторым браком Анна была замужем за Иоанном II, графом Горна, усыновившим её детей от первого брака. После смерти Иоанна II, и старшего брата Филиппа графский титул перешёл к Флорану (1568).
В детстве три года воспитывался вместе со своим кузеном, будущим коннетаблем Франции Анном де Монморанси. По разделу владений со своим старшим братом получил сеньории Монтиньи, Юбермон, Вими и пр. Приобрел сеньорию Лёз, проданную ему герцогом Луи де Монпансье, попавшим в плен в битве при Сен-Кантене, и собиравшим деньги для выкупа.
Участвовал в различных военных и политических акциях при Филиппе II, который назначил его своим придворным, губернатором Турне и Турнези, а в 1559 по настоянию Вильгельма Оранского пожаловал в рыцари ордена Золотого Руна на капитуле в Генте, перед своим отъездом в Испанию.
Участвовал в нескольких дипломатических миссиях в Испанию для переговоров с Филиппом II. В июне 1562 был послан правительницей Нидерландов Маргаритой Пармской и Государственным советом проинформировать короля о положении в стране. Во время аудиенции сообщил Филиппу о недовольстве, вызываемом политикой Гранвеллы у населения. По возвращении, 28 декабря сделал доклад совету. Придерживаясь умеренной позиции, не верил в действенность протестов к испанской короне, и отказался подписать петицию, составленную в начале 1563 года Вильгельмом Оранским, и графами Эгмонтом и Горном, с требованием отставки ненавистного министра.
В 1565 женился на Элен де Мелён (фр. Hélène de Melun; ум. 19.05.1590), дочери Гуго де Мелёна, первого принца д'Эпинуа, и Иоланды де Вершен, дамы де Рубе; их дети умерли в младенчестве.
В конце мая 1567 был направлен в Испанию Государственным советом вместе с маркизом де Бергом с просьбой к королю смягчить политический режим и лично приехать в страну. Несколько раз тайно встречался с доном Карлосом, что впоследствии дало повод обвинить его в измене. После того, как в Брюсселе 7 сентября 1567 года был схвачен его брат, герцог Альба порекомендовал королю арестовать и Флорана.

## Арест и казнь
Был арестован в сентябре 1567 в Сеговии по обвинению в контактах с опальным наследником престола доном Карлосом: следствие началось 7 февраля 1569 года, а 4 марта 1570 года Флоран де Монморанси был приговорен к казни за оскорбление величества и неповиновение.
Принцесса Анна Австрийская, дочь императора Максимилиана II и невеста Филиппа II, проезжая через Нидерланды, обещала матери, жене и друзьям арестованного просить короля о его освобождении, но герцог Альба, узнавший об этом плане, немедленно послал в Испанию депешу с требованием перевести Флорана в Симанкас и там убить.
Опасаясь возможных беспорядков, подобных последовавшим за казнью старшего брата Флорана менее чем за два года до этого в Брюсселе, Филипп II приказал умертвить Флорана де Монморанси в тайне. Приговор был объявлен 14 октября 1570 года и приведён в исполнение между тремя и четырьмя часами ночи. Также по указанию Филиппа были сфабрикованы медицинские документы, указывавшие на естественные причины смерти. В течение нескольких недель после смерти графа в Испании ходили слухи о его убийстве. В Нидерландах отказывались поверить в невероятное и сообщали о казни посредством отсечения головы.
Андре Дюшен, ссылаясь на «Историю Нидерландов» Деметрана, пишет, что Флорана отравили, подмешав яд в похлебку. Согласно автору статьи в Бельгийском биографическом словаре барону де Борграве, заключенный 14 октября исповедовался и причастился, а ночью 16-го алкальд объявил ему, что король в знак особой милости позволяет совершить казнь в тайне, после чего Флоран был задушен палачом в камере.
Его вдова около 1581 вышла вторым браком за графа Флориса де Берлемона (ум. 1626).

## В беллетристике
Флоран де Монморанси упомянут в романе «Тиль Уленшпигель» Шарля де Костера. В девятнадцатой главе второй части Тиль подслушивает разговор между принцем Оранским, Эгмонтом и другими:

 — Больше я ничего не скажу, — объявил принц, — но для начала вашему вниманию, граф, равно как и вниманию всех здесь присутствующих сеньоров, будут предложены письма одного лица, а именно — несчастного узника Монтиньи. В этих письмах мессир де Монтиньи писал: «Король возмущен тем, что произошло в Нидерландах, и в урочный час он покарает зачинщиков».

Шарль де Костер ошибся в описании этой сцены, так как в 1567 году, когда происходит разговор, Флоран де Монморанси, барон Монтиньи, ещё не был узником.